# Neurosis
För den psykiatriska termen, se neuros.
Neurosis är ett experimentellt metalband från Oakland, Kalifornien i USA. Deras unika ljudbild har gjort dem till pionjärer inom atmosfärisk metal och post-metal.
Neurosis grundades 1985 som ett klassiskt hardcoreband, men deras stil har gradvis utvecklats allt eftersom bandet tagit intryck från andra genrer. Bandets nuvarande sound kan ses som en blandning av sludge metal och post-rock, men även industrial, ambient och folkmusik. Bland annat har man experimenterat med synthar och samplers Bandet ses ofta som pionjärer inom genren post-metal, och har influerat band som Isis och Mastodon.
De är även kända för sina scenshower, som inkluderar psykedeliska bildspel och videoklipp för att förstärka upplevelsen av musiken. Detta är så viktigt för bandet att de har en VJ, Josh Graham, med i sin uppsättning.
Bandet driver också ett eget skivbolag, Neurot Records, som ger ut bandmedlemmarnas sidoprojekt samt en mängd andra experimentella metalband. Bandets line-up förblev stabil fram till 2019, då bandet skilde sig från Kelly efter att ha upptäckt hans historia av våld i hemmet mot sin familj, även om detta inte skulle komma fram förrän i augusti 2022 av respekt för Kellys familjemedlemmars integritet.

## Medlemmar
Nuvarande medlemmar
- Dave Edwardson – basgitarr, bakgrundssång (1985– )
- Jason Roeder – trummor (1985– )
- Steve Von Till – gitarr, sång (1989– )
- Noah Landis – keyboard, orgel, piano, sampling, elektronik (1995– )

Tidigare medlemmar
- Scott Kelly – sång, gitarr (1985–2019)
- Gator Tofu (Chad Salter) – gitarr, sång (1985–1989)
- Simon McIlroy – keyboard, sampling (1990-1994)
- Adam Kendall – visuella effekter (1990–1993)
- Pete Inc. – visuella effekter, trummor (1993–2000)
- Jackie Perez Gratz – cello (1999–2000)
- Josh Graham – visuella effekter (2000–2012)

## Diskografi

### Studioalbum
- Pain of Mind (1987)
- The Word as Law (1990)
- Souls at Zero (1992)
- Enemy of the Sun (1993)
- Through Silver in Blood (1996)
- Times of Grace (1999)
- A Sun that Never Sets (2001)
- Neurosis & Jarboe (2003)
- The Eye of Every Storm (2004)
- Given to the Rising (2007)
- Honor Found in Decay (2012)
- Fires Within Fires (2016)

### Livealbum
- Short Wave Warfare (2000)
- Official Bootleg.01.Lyon.France.11.02.99 (2002)
- Official Bootleg.02.Stockholm.Sweden.10.15.99 (2003)
- Live at Roadburn 2007 (2010)

### EP
- Aberration EP (1989)
- Empty (1990)
- Locust Star (1996)
- Sovereign (2000)

### Singlar
- "In These Black Days, Volume 6" (1999) (delad singel: Neurosis / Soilent Green)
- "The Doorway" (1999)
- "Times Of Grace" / "The Last You'll Know" (1999)

### Samlingsalbum
- Souls at Zero / Enemy of the Sun (1997)
- Times of Grace / Grace (2009) (delad album: Neurosis / Tribes of Neurot)